# جریب (ایرلندی)
جریب ایرلند یک واحد قدیمی مورد استفاده در منطقهٔ یورکشایر ایرلند است.
یک جریب ایرلند برابر با ۶۶ هکتار است. همچنین می‌توان جریب ایرلند را برحسب ۶۶۰۰ متر مربع و نیز برحسب ۷۰٬۵۶۰ فوت مربع به حساب آورد.